# Шкода, Йозеф
Йозеф Шко́да (чеш. Joseph Škoda; 10 декабря 1805[…], Пльзень, Пльзень-город[…] — 13 июня 1881[…], Вена) — чешский терапевт, профессор медицины и дерматолог. Вместе с Карлом Рокитанским основали Школу современной медицины в Вене.

## Биография
Родился в Пльзене, Богемия, 10 декабря 1805 года, в чешской семье. Его отец был слесарем, специалистом по замка́м. Окончив гимназию в Пльзене, Шкода в 1825 году переезжает в Вену и поступает на медицинский факультет в Венский университет, получив 10 июля 1831 года степень доктора медицины.
Сначала он работал в качестве врача во время вспышки холеры в Богемии, в 1832—1838 годах — уже помощником врача в Главном госпитале Вены. В 1839 году Шкода стал городским врачом в Вене для бедных и уже 13 февраля 1840 года, по рекомендации доктора Людвига фон Тюркхайма, председателя Имперского Комитета по образованию, был назначен на неоплачиваемую должность главного врача отделения для больных туберкулёзом, только открытого в Главном госпитале.
В 1846 году, благодаря энергичным усилиям Карла Рокитанского, профессора патологической анатомии, он был назначен профессором клинической медицины вопреки желанию остальных преподавателей факультета. В 1848 году он первым из профессоров начал читать лекции на немецком языке вместо прежней латыни. 17 июля 1848 года он был избран действующим членом математико-физического отделения Австрийской академии наук. В 1851 году в Вене Шкода лечил Петра II Петровича, который страдал от того, что сейчас носит название туберкулёза.
В начале 1871 года он оставил должность профессора; данное события было отпраздновано студентами и населением Вены грандиозной процессией в его честь. Умер Шкода в Вене. Рокитанский называл его «светом для тех, кто изучает, примером для тех, кто борется, и опорой для тех, кто отчаялся». Шкоду как благотворителя демонстрирует лучше всего тот факт, что, несмотря на свой большой доход и скромный образ жизни, он оставил сравнительно небольшое наследство и завещал своё состояние нескольким благотворительным организациям. Также одним из наследников по желанию медика оказался его племянник Эмиль Шкода.

## Труды
Большая заслуга Шкоды состоит в развитии им методов физикальных обследований для диагноза в медицине. Шкода начал свои клинические исследования в тесной связи с патологической анатомией, будучи помощником врача в госпитале, но руководители отказывались понимать данное и в 1837 году, в качестве наказания, перевели его в отделение для сумасшедших, заявив при этом, что пациенты были недовольны его исследованиями, особенное методом перкуссии.
Его первая публикация, «Über die Perkussion» («О перкуссии»), в «Medizinische Jahrbücher des k.k. österreichen Kaiserstaates», IX в 1836 году привлекла мало внимания. За этой статьёй последовали «Über den Herzstoss und die durch die Herzbewegungen verursachten Töne und über die Anwendung der Perkussion bei Untersuchung der Organe des Unterleibes» в том же самом издании (тома XIII, XIV) в 1837 году; «Über Abdominaltyphus und dessen Behandlung mit Alumen crudum», то же издание (том XV, 1838 год); «Untersuchungsmethode zur Bestimmung des Zustandes des Herzens», том XVIII, 1839 год; и ряд других.
Его небольшая, но непревзойдённая в течение многих следующих лет основная работа, «Abhandlung über die Perkussion und Auskultation» (Вена, 1839), часто переиздавалась и была переведена на иностранные языки, принеся ему всеобщее признание как диагноста.
В 1841 году, после поездки в Париж с исследовательскими целями, он создал специальное отделение кожных заболеваний, дав тем самым первый толчок для реорганизации дерматологии Фердинандом фон Геброй, который являлся одним из представителей клинической школы, созданной самим Шкодой. В 1848 году по запросу Министерства образования он составил документ о реформе медицинского образования и поддержал позднее создание системы управления Медицинской школы в Вене. Что касается его деятельности как терапевта, то часто звучали упрёки в его адрес, что он придерживается «нигилизма» венской школы. Фактически же его терапевтика была довольно проста в отличие от множества других практик, использовавшихся в это время, которые он считал бесполезными, так как по его опыту многие больные исцелялись и без лекарств, находясь под должным врачебным контролем и используя соответствующую диету.
Его высокое чувство долга как преподавателя, большое количество работы, которую он совершал в качестве врача, и раннее появление сердечного заболевания, возможно, стали причинами того, что с 1848 года он публиковался всё реже и реже. Несколько статей, которые он написал с 1850 года, могут быть найдены в протоколах Академии наук и периодике Совета врачей Вены, почётным президентом которого он являлся.